# Auvergne
Auvergne (oks. Auvèrnha) je bivša (1982. – 2015.) francuska regija,na jugu središnjeg dijela zemlje. Regija je veća od povijesne provincije Auvergne, koja se nalazi unutar granica ove regije. Glavni grad je Clermont-Ferrand, koji je i povijesno središnje mjesto.

## Povijest
Auvergne duguje svoje ime Galima, za vrijeme kada je Vercingétorix bio kralj, koji se borio protiv Rimljana. Poznato povijesno mjesto u regiji je prostor gdje se vodila bitka kod Gergovije (bataille de Gergovie), gdje se Vercingétorix borio protiv vojske Julije Cezara 52. godine pr. Kr.
U 7. stoljeću, Auvergne je bio predmet prepirke između Franaka i Akvintažana. Kada su područje zauzeli Karolinzi i pripojili područje kraljevini Akvintiji. 
U 10. stoljeću, Auvergne je bio predmet prepirke između vojvoda Poitiersa i Toulousea.
U Srednjem vijeku, Auvergne je raskomadan na četiri feudalna vlasništva, kojim su vladali:
- vojvoda od Auvergnea ( naslov stvoren 980.) ;
- episkopski vojvoda od Clermonta ;
- vojvoda od Clermont-Ferranda ;
- Kraljevska zemlja Auvergne, stvorena 1360. u Auvergneskom vojvodstvu.

Tijekom Stogodišnjeg rata, Auvergne je često bio napadan i pljačkan.
1424. Auvergne je prešao u ruke Bourbona.
1790. Regija je prestala postojati kao administrativna jedinica.
U 20. stoljeću, za vrijeme Pete republike, regija je dobila današnji izgled.

## Administracija
Regionalno vijeće, sa sjedištem u Chamalièresu, sastoji se od 47 regionalnih vijećnika.
Raspored po departmanima je sljedeći:
- 12 za departman Allier,
- 5 za departman Cantal,
- 7 za departman Haute-Loire,
- 23 za departman Puy-de-Dôme.

Na čelu regije je koalicija lijevih stranaka.

## Zemljopis
Regija Auvergne se sastoji od četiri departmana, povijesna francuska provincija Auvergne se nalazi unutar granica ove regije i odgovara površini departmanaCantal, Puy-de-Dôme, jedan mali dio departmana Haute-Loire i južni dio deparmana Allier.
Veliki dio ove regije se nalazi na Središnjem masivu. Najviša točka regije je visine 1886 m na masivu Monts Dore.

## Gospodarstvo

### Industrija
Auvergne je relativno industrijska regija, jer oko 20 % radno aktivnog stanovništva radi u industrijskom sektoru (110.000 zaposlenih), dok je taj postotak na nacionalnoj razini 18 %.
Glavna industrija regije je pneumatika, koju predstavlja Michelin, vodeći proizvođač u tom sektoru na svjetskom tržištu. Sjedište Michelina je u Clermont-Ferrandu. Drugi važan proizvođač iz te branše u ovoj regiji je Dunlop koji se nalazi u Montluçonu.
Također postoji i velika količina raznolikih poduzeća manjeg obima proizvodnje, posebno u departmanima Haute-Loire i Puy-de-Dôme.

### Turizam
U regiji postoji nekoliko izvorišta termalne vode, koji imaju turističku važnost, najpoznatije kupalište je La Bourboule u deparmanu Puy-de-Dôme, gdje je termalna voda otkrivena 1875. Važano je i izvorište u Vichyu.
Danas se turizam u ovoj regiji brzo razvija zahvaljujući Prirodnom parku vulkani Auvergnea (Parc naturel régional des volcans d'Auvergne).
« Vulcania », tematski park čija je tema vulkanizam je nova turistička atrakcija u regiji, otvorena u veljači 2002.
Nakraju, važan oblik turizma u ovoj regiji je zimski turizam. U regiji postoji više poznatih skijališta.

### Poljoprivreda
S 41.000 zaposlenih, poljoprivreda zapošljava 8,5 % radno aktivnog stanovništva, što je dvostruko više od nacionalnog prosjeka.
U planinskom području, veća je orijentacija prema stočarstvu i proizvodnji sira. Najpoznatiji sirevi regije su : bleu d'Auvergne, Cantal Entre-deux, Cantal Jeune, fourme d'Ambert, salers, saint-nectaire. S 50.000 tona proizvodnje, ova regija proizvodi četvrtinu sireva Francuske. Također se u regiji proizvode i poznati roquefort i bleu des Causses.
U Allieru, stočarstvo je većinom orijentirano na proizvodnju mesa.
U nizinskim područjima regije, agrikultura je orijentirana na proizvodnju žitarica i šećerne repe.
Važno je još spomenuti i šumarstvo u šumi Tronçais, koja je bogata hrastom.

## Stanovništvo
Budući da je regija vrlo stjenovita, to ograničava razvoj veći naselja. Tako da postoji više ruralnih naselja. U gradu Clermont-Ferrand se nalazi oko četvrtina stanovništva ove regije.
Razvoj stanovništva u pokrajini Auvergne :
| Godina | Stanovništvo | Godina | Stanovništvo | Godina | Stanovništvo |
| ------ | ------------ | ------ | ------------ | ------ | ------------ |
| 1801.  | 1 206 069    | 1866.  | 1 498 509    | 1926.  | 1 343 570    |
| 1806.  | 1 322 436    | 1872.  | 1 497 874    | 1931.  | 1 319 627    |
| 1821.  | 1 362 365    | 1876.  | 1 520 797    | 1936.  | 1 291 067    |
| 1826.  | 1 398 836    | 1881.  | 1 535 474    | 1946.  | 1 267 303    |
| 1831.  | 1 422 035    | 1886.  | 1 557 351    | 1954.  | 1 246 711    |
| 1836.  | 1 456 209    | 1891.  | 1 544 984    | 1962.  | 1 273 162    |
| 1841.  | 1 458 379    | 1896.  | 1 530 537    | 1968.  | 1 311 943    |
| 1846.  | 1 498 774    | 1901.  | 1 510 787    | 1975.  | 1 330 479    |
| 1851.  | 1 491 599    | 1906.  | 1 496 840    | 1982.  | 1 332 678    |
| 1856.  | 1 490 962    | 1911.  | 1 459 406    | 1990.  | 1 321 214    |
| 1861.  | 1 478 885    | 1921.  | 1 329 822    | 1999.  | 1 308 878    |

## Kultura
Auvergne je vrlo heterogena pokrajina što se tiče kulturnog naslijeđa.
Najoriginalnija kultura ovog teritorija je vjerojatno najočuvanija u departmanu Cantal, gdje je još očuvan tradicionalan jezik, kulinarstvo i glazba.
Auvergne je poznat po svojoj glazbenoj kulturi, pogotovo po plesnoj glazbi.

## Vanjske poveznice
- Službene stranice pokrajine Auvergne  Arhivirana inačica izvorne stranice od 23. srpnja 2011. (Wayback Machine)

|  | Portal Francuske – Pristup člancima s tematikom o Francuskoj. |